# Orden de Alberto el Oso
La Orden dinástica de Alberto el Oso (en alemán: Hausorden Albrechts des Bären o Der Herzoglich Anhaltische Hausorden Albrechts des Bären) fue fundada en 1836 como orden dinástica conjunta por tres duques de Anhalt de ramas familiares distintas: el duque Enrique de Anhalt-Köthen, el duque Leopoldo IV de Anhalt-Dessau y el duque Alejandro Carlos de Anhalt-Bernburg.
El homónimo de la orden, Alberto el Oso, fue el primer Margrave de Brandeburgo de la Casa de Ascania. El origen de su sobrenombre "el Oso" se desconoce.
Esta orden originalmente tenía cuatro grados. En 1854, fue añadido un Caballero de Segunda Clase. En 1864, Leopoldo IV, quien por virtud de la extinción de las otras ramas de la familia había pasado a ser el único Duque de Anhalt, alteró el estatuto para que la orden pudiera concederse con espadas.
El 29 de abril de 1901, en honor del 70.º aniversario del Duque Federico I, fue añadida una corona a todas las clases de la orden. Las placas de la orden permanecieron inalteradas.
La orden todavía existe como Orden dinástica, con Eduardo, Príncipe de Anhalt sirviendo como el actual Gran Maestre. Entre los recientes receptores figuran Carlos de Borbón-Dos Sicilias, Duque de Calabria, y la Princesa Khétévane Bagration de Moukhrani.